# Museu Senzala Negro Liberto
O Museu Senzala Negro Liberto é um museu localizado no Engenho Livramento, no município de Redenção, no estado do Ceará, no Brasil. O município situa-se a 50 quilômetros de Fortaleza, a capital do estado.
O museu, criado em 2003, é composto por casa-grande, senzala, canavial, a moageira e uma lojinha (Mercado da Sinhá). Este conjunto arquitetônico colonial é original e encontra-se em boas condições de conservação. A casa-grande ou casa do feitor possui uma característica especial que a diferencia de outras no Brasil. A casa-grande e a senzala encontram-se sob o mesmo teto, sendo que a senzala localiza-se no subsolo desta. No Mercado da Sinhá, é possível degustar da cachaça (produção própria), envelhecida em tonéis de bálsamo por 30 anos.
A visita pode estender-se ao canavial às margens do rio Acarape/Pacoti. Outra atração turística é o Engenho Grande. Neste, há uma máquina de moagem de cana-de-açúcar fabricado na Escócia em 1927. Ele ainda funciona entre os meses de agosto a dezembro, produzindo entre 8 a 15 mil litros de caldo de cana por dia para a produção de cachaça e é ainda ecológico, pois funciona a vapor e utiliza o bagaço da cana-de-açúcar como combustível.

## Engenho Livramento
Situa-se às margens da rodovia CE-060, entre os municípios de Redenção e Acarape. O Sítio Livramento abriga o referido museu, canavial, bem como a unidade de produção da aguardente Douradinha.
Este sítio foi construído em 1873 pela família Muniz Rodrigues, que ainda é a proprietária deste e idealizadora do museu.
O marco histórico deste engenho foi a concessão, em 25 de março de 1883, de alforria a todos os negros cativos, cinco anos antes da decretação da Lei Áurea pela Princesa Isabel.